# Varese-Campo dei Fiori
La Varese-Campo dei Fiori è stata una corsa automobilistica di velocità su strada in salita.

## Percorso
La partenza della corsa era posta a Varese e l'arrivo al Campo dei Fiori; il percorso misurava 10 chilometri e un dislivello 850 metri.

## Albo d'oro
Elenco dei vincitori della corsa.
| Anno | Pilota                          | Vettura    |
| ---- | ------------------------------- | ---------- |
| 1931 | Carlo Gazzaniga                 | Alfa Romeo |
| 1932 | Gianni Battaglia                | Alfa Romeo |
| 1933 | Renato Balestrero               | Alfa Romeo |
| 1934 | Luigi Premoli                   | BMP        |
| 1935 | Giovanni Maria Cornaggia Medici | Alfa Romeo |
| 1950 | Bruno Martignoni                | Lancia     |
| 1951 | Antonio Stagnoli                | Ferrari    |
| 1953 | Eugenio Castellotti             | Ferrari    |
| 1958 | Luciano Mantovani               | Osca       |
| 1960 | Govoni Odoardo                  | Maserati   |